# ローダンセ
ローダンセ、ローダンテ、ロダンテ (Rhodanthe) は、キク科の1属である。または、ローダンセ属に含まれる植物の総称。

## 特徴
オーストラリアと南アフリカに100種ほど分布している多年草であるが、耐暑性、耐寒性に乏しいため、日本では一年草として扱われている。花の形状から、かつてはムギワラギク属（ヘリクリサム属）に分類されていた。寒さに弱いので通念を通しての栽培には注意である。葉は薄く楕円形をしていて、薄い花弁は、乾燥しても褪色しない性質からテイオウカイザイク等と同じようにドライフラワーにも用いられる。花色は白色、薄桃色、桃色がある。花言葉を「光輝」「飛翔」「温順」「終わらぬ友情」「変わらぬ思い」などとする文献がある。

## 栽培方法
9〜10月頃が適切な播種の時期で、発芽適温は15～20℃であるためである。湿ったタオル等で種子を包んで発芽まで管理すると発芽率が上がる。耐寒性に乏しいため、冬季は屋内、温室などで管理しつつ苗を栽培する。加湿、酸性土壌にも弱いので土壌の組成にも留意しつつ土づくりを行う。定植は春ごろに行う。地植えの場合は苦土石灰やバーク堆肥等を施肥し、30cmほど耕しておく。株は多湿（暑さ）に弱いので、通常は夏頃にまで処分する。一度定植すれば移植を嫌うのでできるだけ移植をしないようにする。挿し木（挿し芽）は春ごろに行い、施肥は2～5月に行う。自然花期は3〜5月であるが、温室で栽培すると年始から花を楽しめる。

## 名称について
属名 Rhodanthe は「バラ色の花」の意味。Rhodon＋Anthos の合成語である。本属と名称が非常に似ているローダンセマム属も名称の由良は同じである。

## 主な栽培種
ローダンセとして栽培されているのは、ヒロハノハナカンザシ Rhodanthe manglesii で、草丈50cmくらいに成長する。よく分枝し、茎は細いが堅い。葉は卵形で白い粉が吹いている。また、白い花をつけるハナカンザシも園芸品種として知られている。
- ハナカンザシ（花簪）（Rhodanthe anthemoides）

アンテモイデス種とも呼ばれる。あくまで流通名であり、正式な「ハナカンザシ」の和名を持つ種はヘリプテリウム（Helipterum roseum）の植物の一種である。
- ヒロハノハナカンザシ（広葉の花簪）（Rhodanthe manglesii）

広くローダンセと呼ばれる種。または種小名からマングレシー種とも呼ばれる。一年草で、切り花に多く用いられる種。
- ローダンセ・クロロセファラ（Rhodanthe chlorocephala）

西オーストラリア州に分布する野生種で、葉は1〜6cmの線形、直径6cmほどの大輪の花をつけ、背の高い直立性であることから切り花として重宝される。
- ローダンセ・スピカータ（Rhodanthe spicata）

同種とは大きくかけ離れた地味な草姿をしている種で、濃黄色の小花を穂状に咲かせる。葉は細長い線状で、苞にあたるものが見当たらず、地面を這うように低く伸びる。
- ローダンセ・フンボルティアナ（Rhodanthe humboldtiana）

キバナローダンセとして流通することがある種。フラワーアレジメントによ用いられる種。濃い黄色い花を密集して付ける。

## ギャラリー

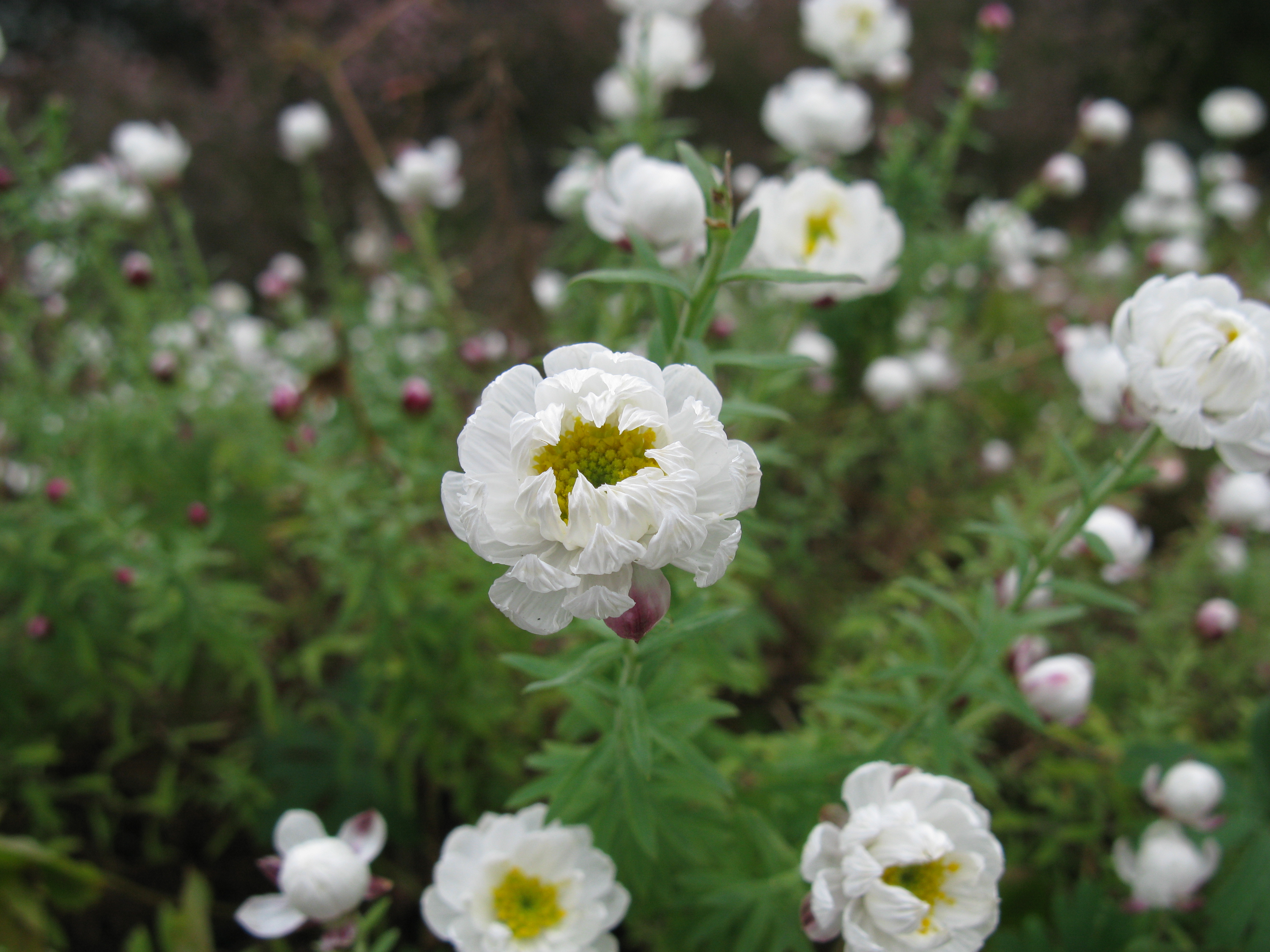
ハナカンザシ
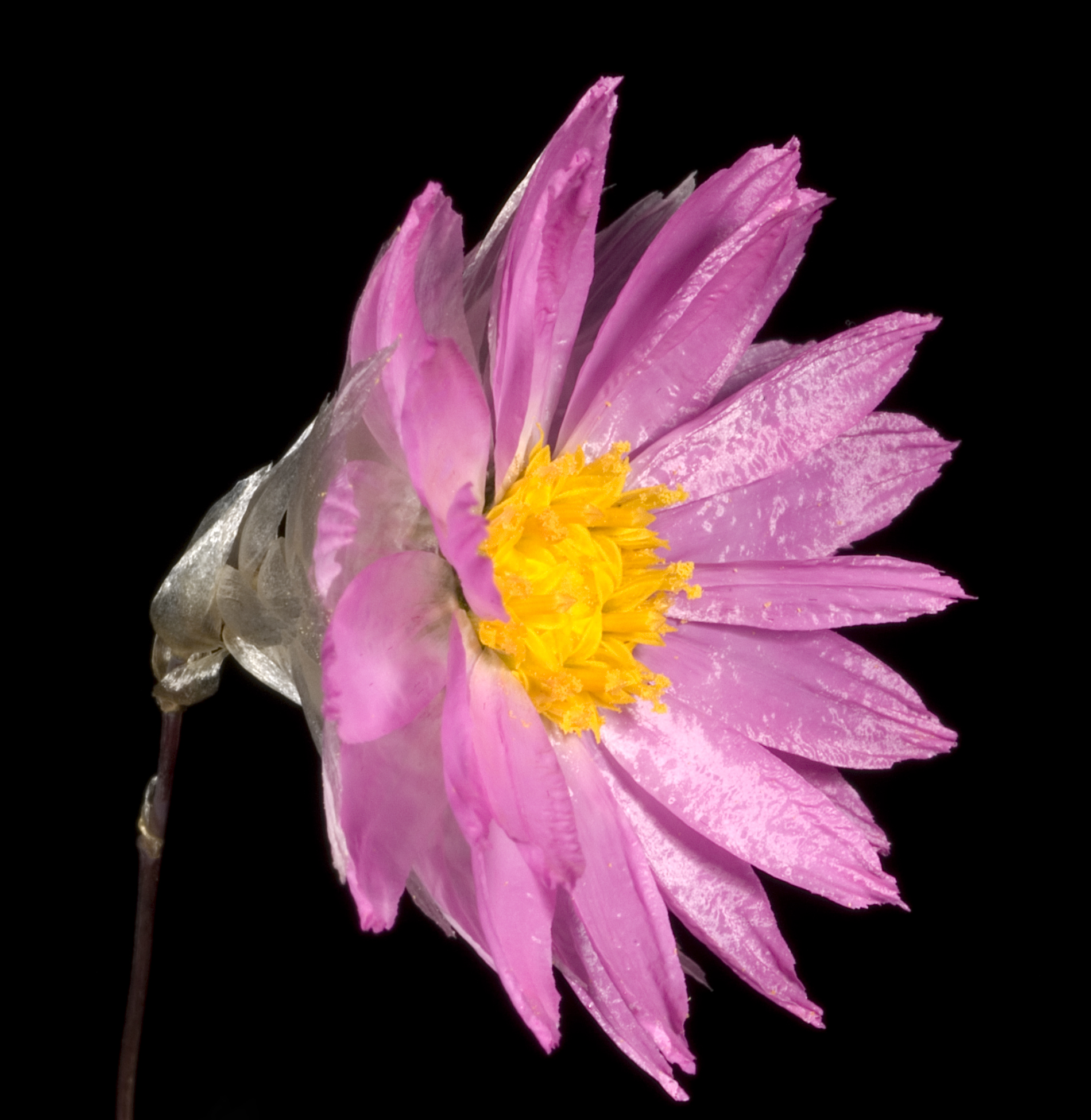
ヒロハノハナカンザシ
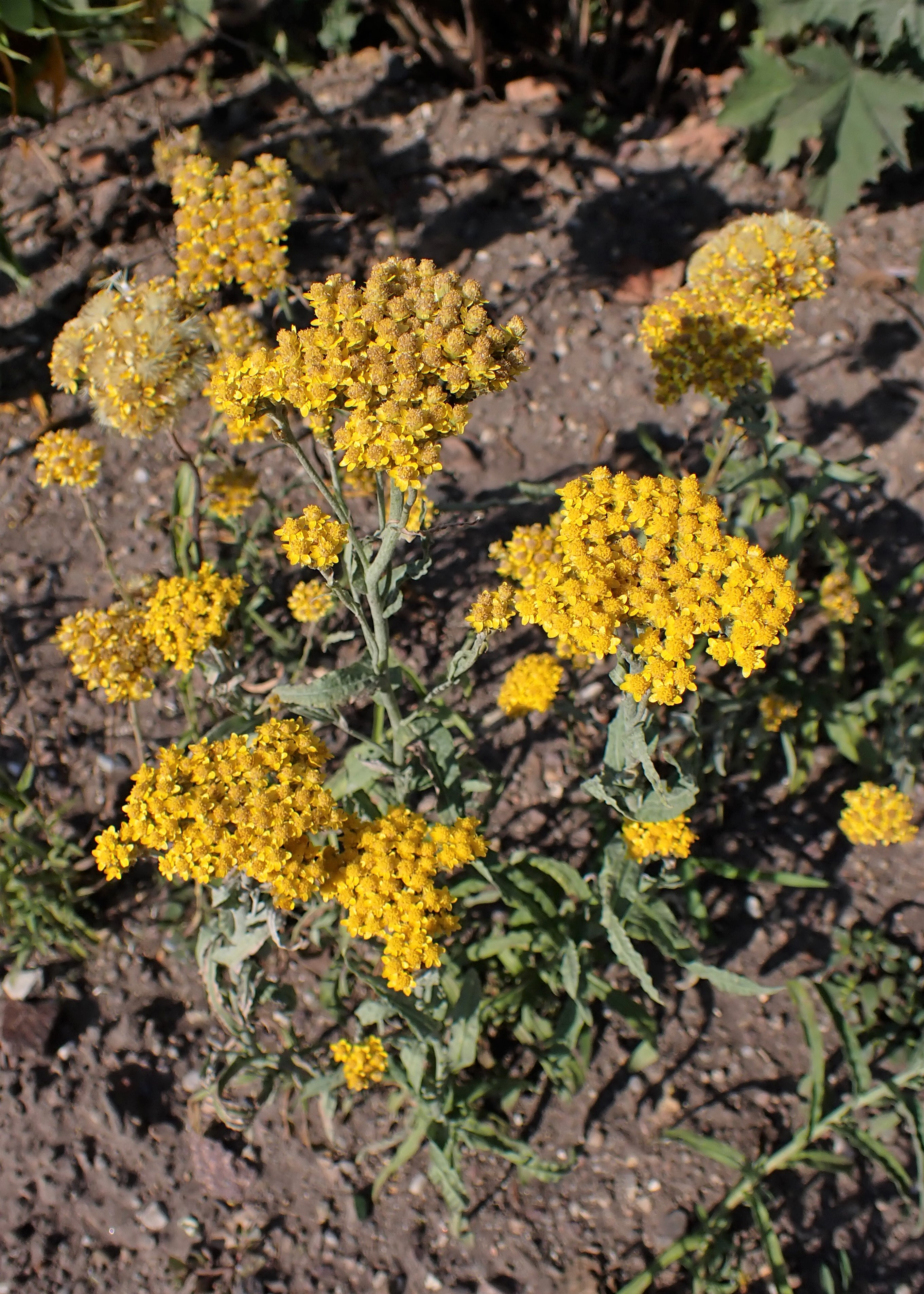
フンボルティアナ種